# Томаш Квятковський (астроном)
Томаш Квятковський (нар. 1965) — польський астроном, доктор фізичних наук, спеціаліст з астероїдів. Академічний викладач університету імені Адама Міцкевича в Познані.

## Біографія
У 1984 році Томаш Квятковський закінчив Перший загальноосвітній ліцей імені Кипріяна Каміла Норвіда в Бидгощі. У 1989 році він закінчив Університет Адама Міцкевича в Познані за спеціальністю астрометрія. В 1994 році він здобув докторський ступінь в Університеті Миколи Коперника в Торуні, захистивши дисертацію  "Моделювання фізичних властивостей малих планет на основі їх кривих блиску" під керівництвом професора Анджея Вощика. Габілітувався (також в Університеті Миколи Коперника) у 2010 році на основі дисертації "Фотометричний огляд дуже малих навколоземних астероїдів".
На факультеті фізики Університету Адама Міцкевича в Познані працює доцентом Познанської астрономічної обсерваторії. Проводить заняття з астрофізики, фотометрії та комп'ютерних методів в астрономії. Вивчає астероїди та затемнювані зорі.
На честь Томаша Квятковського названо астероїд (7789) Квятковський.